# St. Marien (Schwege)

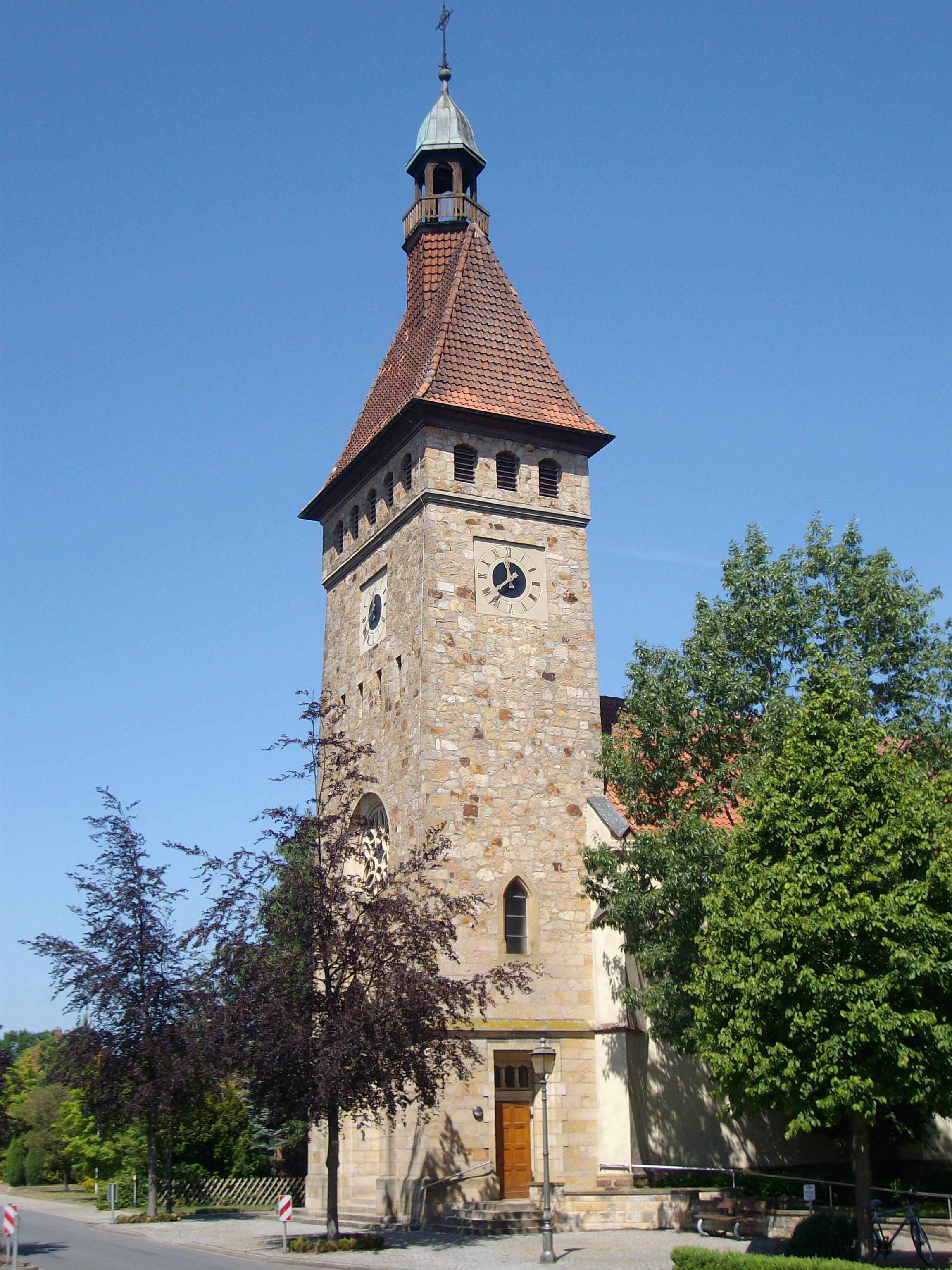
St. Marien

Die römisch-katholische Kirche St. Marien steht in Schwege, einem Ortsteil von Glandorf im Landkreis Osnabrück in Niedersachsen. Die Kirchengemeinde gehört zum Dekanat Osnabrück-Süd im Bistum Osnabrück.

## Geschichte
Zunächst wurde nur eine Kapelle gebaut, die am 4. August 1863 eingeweiht wurde. Nachdem die Kapelle für die wachsende Kirchengemeinde zu klein war, entstand nach einem Entwurf von Johann Gerhard Brömmelkamp eine Kirche mit 400 Sitzplätzen, nur der kleine Turm der ersten Kirche blieb stehen. Sie wurde am 29. November 1866 eingeweiht. Erst 1923 wurde der Turm erneuert.

## Beschreibung
Die in Nord-Süd-Richtung ausgerichtete Saalkirche wurde aus Bruchsteinen gebaut. Sie besteht aus dem querrechteckigen Kirchturm im Süden, dem Langhaus aus 3 Achsen und dem dreiseitig abgeschlossenen Chor. Zwischen den Strebepfeilern des Langhauses und des Chors befinden sich Maßwerkfenster. Der Kirchturm ist mit einem Walmdach bedeckt, aus dessen Mitte sich eine offene Laterne als Dachreiter erhebt. Hinter den Klangarkaden im obersten Geschoss befindet sich der Glockenstuhl, in dem 3 Kirchenglocken hängen. Über dem Portal zur Straße befindet sich ein Ochsenauge. Das Gewölbe des Kirchenschiffs wurde in Rabitz gebaut. 